# Nesjons
| ns · z | y · mDAt | x · n | sw |

| ns · z | y · mDAt | x · n | sw |

Nesjons (alrededor del 980 a. C.) fue la segunda esposa de Pinedyem II, y una de las mujeres más influyentes de su época, la dinastía XXI. Murió el año 5 de Siamón.

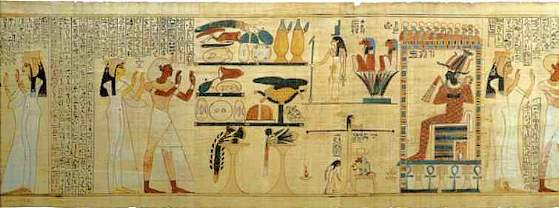
Fragmento del Libro de los Muertos de Nesjons.

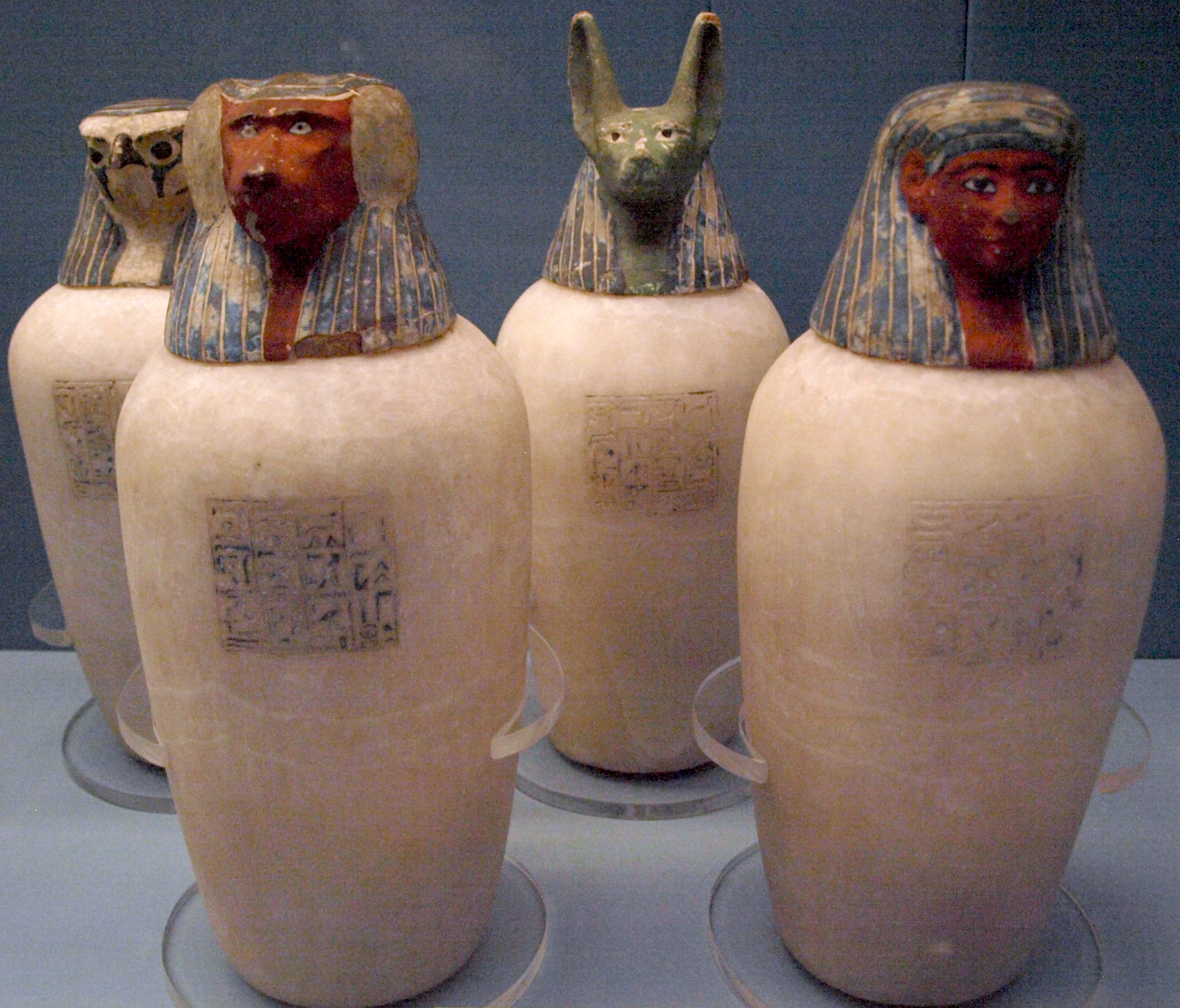
Vasos canopos de Nesjons.

Nesjons era la hija de Esmendes II y de su esposa Henuttauy. Su padre y su esposo fueron sumos sacerdotes de Amón, y por lo tanto los hombres más importantes de su tiempo en el Alto Egipto. La misma Nesjons también tenía una serie de títulos excepcionales: Fue Virreina de Kush, "Jefe de los países extranjeros" y "Sacerdotisa de Jnum". Estos eran cargos que usualmente solo ocupaban varones, lo que indica que tenía un notable poder. También tenía un título típico femenino, el de "Cabeza del harén". 

## Tumba

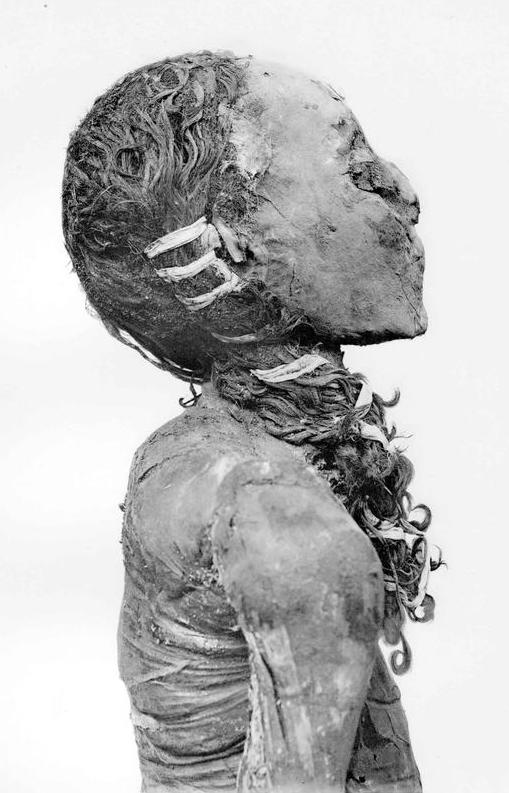
Momia de Nesjons, cantora de Amón durante la dinastía XXI, encontrada en DB320.

Nesjons fue enterrada en Deir el-Bahari (Tebas) en la tumba familiar TT320, llamada también el escondite DB320 porque a ella se trasladaron los cuerpos de faraones y personajes de alto rango del Imperio Nuevo. Fue inhumada en dos ataúdes, y de su ajuar nos han llegado dos Libros de los Muertos, un conjunto de vasos canopos y varios ushebtis. En la tumba también se descubrió una estela de madera, que se encuentra ahora en Londres, y en la que se detallan sus títulos. Cabe destacar un notable decreto que se localizó en su tumba y aseguraba el pago de sus ushebti. Su momia es una de las mejor conservadas de Egipto.